# 서평초등학교
서평초등학교는 대한민국 경기도 수원시 권선구에 있는 공립 초등학교이다.

## 학교 연혁
- 2005. 12. 26 서평초등학교 설립인가(24학급)
- 2006. 03. 01 서평초등학교 개교
- 2006. 03. 01 초대 박명균 교장선생님 취임
- 2006. 03. 02 개교 및 입학식(13학급 편성)
- 2009. 02. 13 제3회 졸업식(49명 졸업)
- 2009. 03. 02 입학식(15학급 편성)
- 2009. 03. 05 병설유치원 입원식(30명 입원)
- 2010. 02. 11 제4회 졸업식(누계 210명)
- 2010. 03. 02 17학급 편성(439명)
- 2010. 03. 05 병설유치원 1학급(29명 입원)
- 2011. 02. 16 제5회 졸업식(졸업생 45명 누계 255명)
- 2011. 03. 02 18학급 편성(초등:17학급 특수:1학급 총 447명)
- 2012. 02. 14 제6회 졸업식(졸업생 65명 누계 320명)
- 2012. 03. 02 16학급 편성(초등 : 15학급 특수 : 1학급 총409명)
- 2012. 02. 14 제6회 졸업식(졸업생 65명 누계320명)
- 2012. 03. 02 16학급 편성(초등: 15학급 특수: 1학급)
- 2013. 02. 15 제7회 졸업식(졸업생 69명 누계 389명)
- 2013. 03. 02 14학급 편성(초등 : 13학급 특수 : 1학급)
- 2013. 09. 01 병설유치원 학급증설(3학급)
- 2014. 02. 14 제8회 졸업식(졸업생 55명 누계 444명)
- 2014. 03. 02 14학급 편성(초등 : 13학급 특수 : 1학급)
- 2015. 03. 01 제9회 졸업식 (졸업생 45명 누계 : 489명
- 2015. 03. 02 13학급 편성(초등 : 12학급 특수 : 1학급)
- 2016. 03. 01 제10회 졸업식 (졸업생 ? 명 누계 : ? 명)
- 2016. 03. 02 13학급 편성(초등 : 12학급 특수 : 1학급)
- 2017. 02. 10 제11회 졸업식 (졸업생 44명 누계 ?명)
- 2018. 02. 09 제12회

## 참고 자료
- 서평초등학교 - 한국교육학술정보원 학교알리미